# Lebong Tandai
Lebong Tandai is een bestuurslaag in het regentschap Bengkulu Utara van de provincie Bengkulu, Indonesië. Lebong Tandai telt 556 inwoners (volkstelling 2010).